# Zatolmin
Zatolmin – wieś w Słowenii, w gminie Tolmin. W 2018 roku liczyła 341 mieszkańców.